# حادثه چیچیبو

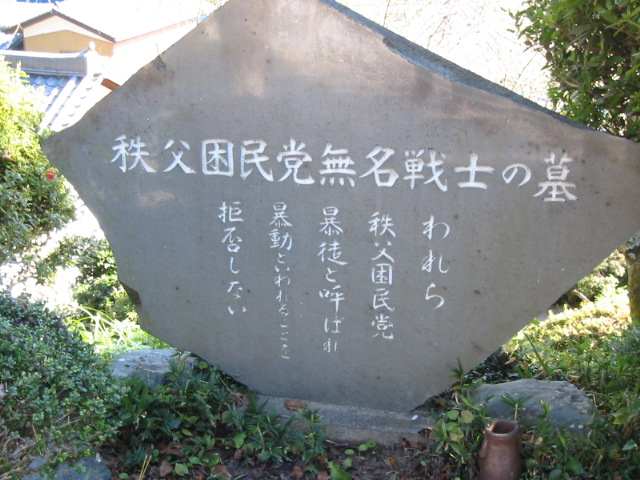
یادبود «کشته شدگان گمنام» حادثه چیچیبو در معبد اونراکو، چیچیبو، سایتاما

حادثه چیچیبو (به ژاپنی: 秩父事件, Chichibu jiken) یک شورش دهقانی در مقیاس بزرگ بود که در نوامبر ۱۸۸۴ در چیچیبو، سایتاما، با فاصله کمی از پایتخت ژاپن توکیو رخ داد. حدود دو هفته طول کشید.
این یکی از بسیاری از قیام‌های مشابه در ژاپن در آن زمان بود که در واکنش به تغییرات چشمگیر جامعه ایجاد شد که پس از اصلاحات میجی در سال ۱۸۶۸ اتفاق افتاد. آنچه چیچیبو را متمایز کرد، دامنه قیام و شدت واکنش دولت بود.
پس از پایان شوگون‌سالاری توکوگاوا با اصلاحات میجی در سال ۱۸۶۸، کشاورزی ژاپن تحت سلطه یک سیستم کشاورزی مستأجر بود. دولت میجی برنامه صنعتی‌سازی خود را بر اساس درآمد مالیاتی از مالکیت زمین خصوصی بنا نهاد و اصلاحات مالیات زمین در سال ۱۸۷۳ روند مالکیت را افزایش داد، به طوری که بسیاری از زمین‌های کشاورزان به دلیل عدم توانایی در پرداخت مالیات جدید را مصادره کردند.